# Ніколас Гонсалес (футболіст)
Ніколас Іван Гонсалес (ісп. Nicolás Iván González; нар. 6 квітня 1998, Буенос-Айрес, Аргентина) — аргентинський футболіст, форвард італійського клубу «Ювентус» та національної збірної Аргентини.

## Ігрова кар'єра

### Клубна
Ніколас Гонсалес народився у столиці Аргентини місті Буенос-Айрес і є вихованцем клубу «Архентінос Хуніорс». 10 років Ніколас навчався у футбольній школі цього клубу. Дебют нападника в основі відбувся у липні 2016 року у матчі Кубка Аргентини. У 2017 році разом з клубом Гонсалес виграв аргентинську Примеру В Насьональ.
Влітку 2018 року Гонсалес підписав п'ятирічний контракт з німецьким клубом «Штутгарт». Свій перший гол у складі нового клубу Ніколас забив у грудні того ж року.
У сезоні 2019/20 Гонсалес своєю грою допоміг «Штутгарту» піднятися до Бундесліги. А восени того року клуб запропонував гравцеві новий контракт, дія якого розрахована до 2024 року.
23 червня 2021 року Ніколас Гонсалес перейшов до «Фіорентіни» за 23 мільйони євро.

### Збірна
У 2019 році Ніколас Гонсалес отримав виклик до складу олімпійської збірної Аргентини на матчі Панамериканських ігор у Перу. Де аргентинська команда здобула золоті нагороди.
13 жовтня того ж року Гонсалес дебютував у складі національної збірної Аргентини у товариському матчі проти збірної Еквадору. Перший гол у складі збірної Гонсалес забив у листопаді 2020 року у ворота збірної Парагваю у матчі кваліфікації до Чемпіонату світу 2022 року у Катарі.

## Досягнення

### Клубні
Архентінос Хуніорс
- Переможець Прімери В Насьональ (1): 2016/2017

### Збірні
Аргентина (олімп.)
- Переможець Панамериканських ігор (1): 2019

Аргентина
- Переможець Суперкласіко де лас Амерікас (1): 2019
- Володар Кубка Америки (1): 2021
- Володар Кубка чемпіонів КОНМЕБОЛ–УЄФА (1): 2022